# Barry Opdam
Barry Opdam (Leiden, 1976. február 27. –) korábbi holland labdarúgó.

## Karrierje
Opdam profi karrierjét az AZ csapatában kezdte 1996-ban. Első szezonjában a csapat rögtön kiesett a másodosztályba, majd egy évre rá rögtön vissza is jutott az Eredivisie-be.
Az Alkmaar színeiben több, mint négyszáz hivatalos mérkőzésen lépett pályára, bajnokikon tizenhárom gólt szerzett. Pályafutása alighanem legfontosabb találata egy Fenerbahçe SK elleni UEFA-mérkőzéshez köthető, amikor Julian Jenner passzából továbbjutást érő gólt fejelt.
2008-ban, harminckét évesen lett először légiós, ekkor az osztrák Red Bull Salzburghoz szerződött. Itt két évet töltött, ezalatt mindkétszer bajnoki címet ünnepelhetett újdonsült csapatával.
2010-ben tért haza, az FC Volendam csapatához. Itt újabb két évet töltött, majd 2012-ben visszavonult.
A válogatottban nyolc mérkőzésen kapott lehetőséget Marco van Basten akkori szövetségi kapitánytól, ezeken egy gólt szerzett.

## Statisztika

### Klub
| Szezon   | Klub        | Meccs | Gól | Bajnokság      |
| -------- | ----------- | ----- | --- | -------------- |
| 1996/97  | AZ          | 24    | 0   | Eredivisie     |
| 1997/98  | AZ          | 15    | 0   | Eerste Divisie |
| 1998/99  | AZ          | 22    | 0   | Eredivisie     |
| 1999/00  | AZ          | 34    | 5   | Eredivisie     |
| 2000/01  | AZ          | 32    | 2   | Eredivisie     |
| 2001/02  | AZ          | 31    | 1   | Eredivisie     |
| 2002/03  | AZ          | 33    | 0   | Eredivisie     |
| 2003/04  | AZ          | 28    | 1   | Eredivisie     |
| 2004/05  | AZ          | 33    | 2   | Eredivisie     |
| 2005/06  | AZ          | 24    | 0   | Eredivisie     |
| 2006/07  | AZ          | 24    | 1   | Eredivisie     |
| 2007/08  | AZ          | 32    | 1   | Eredivisie     |
| 2008/09  | Red Bull    | 26    | 0   | Bundesliga     |
| 2009/10  | Red Bull    | 23    | 1   | Bundesliga     |
| 2010/11  | FC Volendam | 14    | 0   | Eerste Divisie |
| 2011/12  | FC Volendam | 2     | 0   | Eerste Divisie |
| Összesen |             | 397   | 15  |                |

### Válogatott góljai
| #  | Időpont          | Helyszín                        | Ellenfél   | Állás | Végeredmény | Kiírás       |
| -- | ---------------- | ------------------------------- | ---------- | ----- | ----------- | ------------ |
| 1. | 2005. október 8. | Toyota Arena, Prága, Csehország | Csehország | 0–2   | 0–2         | Vb-selejtező |